# غلاوسيو كارفاليو
غلاوسيو دي جيسوس كارفاليو (بالبرتغالية: Gláucio de Jesus Carvalho‏)، من مواليد 11 نوفمبر 1975 في ساو باولو في البرازيل، لاعب كرة قدم برازيلي سابق.
بدأ مسيرته الكروية مع نادي بورتوغيزا في عام 1994، وفي نوفمبر 1994 انتقل إلى نادي فيينورد روتردام الهولندي، ولعب معهم حتى ديسمبر 1995، وفي عام 1995 انتقل إلى نادي فلامنغو، ولعب معهم حتى عام 1996، وفي موسم 1996/1997 انتقل إلى نادي إكسلسيور الهولندي، وفي موسم 1997/1998 انتقل إلى نادي فيينورد روتردام الهولندي، وفي عام 1999 انتقل إلى نادي أمريكا البرازيلي، ولعب معهم حتى عام 2000، وفي عام 2000 انتقل إلى نادي رايو فاليكانو الإسباني، ولعب معهم حتى عام 2003، وفي عام 2003 انتقل إلى نادي كورنثيانز، وفي موسم 2003/2004 انتقل إلى نادي القادسية الكويتي، وفي عام 2005 انتقل إلى نادي باوليستا، وفي عام 2005 انتقل إلى نادي فوكوكا الياباني، وفي عام 2005 انتقل إلى نادي باوليستا، ولعب معهم حتى عام 2007، وفي عام 2007 انتقل إلى نادي ساو كايتانو، وفي ديسمبر 2007 انتقل إلى نادي السالمية الكويتي.

## المصدر
- Samba Foot

## روابط خارجية
- غلاوسيو كارفاليو على موقع رابطة كرة القدم اليابانية للمحترفين (اليابانية)
- غلاوسيو كارفاليو على موقع قاعدة بيانات كرة القدم.إي يو (الإنجليزية)
- غلاوسيو كارفاليو على موقع Soccerway.com (الإنجليزية)
- غلاوسيو كارفاليو على موقع عالم كرة القدم.نت (الإنجليزية)